# В грозу
«В грозу» — опера в двух актах русского композитора Владимира Ребикова, впервые поставленная в 1894 году. В основу либретто оперы, написанного С. И. Плаксиным, легла повесть «Лес шумит» Владимира Короленко.

## История создания
О. М. Томпакова, исследовавшая биографию Ребикова, обосновывает выбор композитором литературного первоисточника для своей оперы его «свободолюбивыми народническими идеалами». Известен тот факт, что Ребиков лично обращался к Короленко для получения разрешения относительно написания оперы по его повести.
Несохранившийся первоначальный вариант текста оперы не был одобрен цензурой. Цензоры не разрешили «изображать на сцене угнетение народа помещиками», что привело к значительному изменению сюжетной линии оперы по сравнению с повестью Короленко. В обновлённом варианте либретто были убраны упоминания о гайдамаках, а сама опера приобрела мелодраматический характер. Под воздействием цензуры место действия в опере было перенесено из Украины XIX века на север России XVII века. Корректировки затронули и персонажей, они подверглись упрощению. Пан в повести Короленко соответствует боярину в опере Ребикова, бандурист Опанас Швидкий — Юрию, Оксана — Алёне. Лесничий Роман, муж Алёны, выступающий в повести сообщником Опанаса в убийстве пана, в опере заявлен как соперник Юрия в любовном конфликте. Такие персонажи, как панский слуга Богдан и крестьянский мальчик, приёмыш Роман, вообще в опере отсутствуют. В результате изменений в опере Ребикова исчезли мистический колорит и фольклорное начало, присущие повести Короленко.

## Сценическая жизнь
Опера «В грозу» впервые поставлена в Одесском оперном театре 15 февраля 1894 года. Московская премьера оперы Ребикова состоялась 19 октября 1903 года в театре «Аквариум». Впоследствии опера была забыта. М. Самородов причину неуспеха оперы Ребикова видит в том, что «в поствагнерианскую эпоху внимание к текстовой основе оперы вновь возросло, а удивить слушателя дешёвыми эффектами и компенсировать недостатки либретто музыкой уже не представлялось возможным».